# Sainville
Sainville – miejscowość i gmina we Francji, w Regionie Centralnym, w departamencie Eure-et-Loir.
Według danych na rok 1990 gminę zamieszkiwało 895 osób, a gęstość zaludnienia wynosiła 41 osób/km² (wśród 1842 gmin Regionu Centralnego Sainville plasuje się na 445. miejscu pod względem liczby ludności, natomiast pod względem powierzchni na miejscu 596.).